# Landkreis Amberg-Sulzbach
Landkreis Amberg-Sulzbach ligger i den vestlige del af det bayerske Regierungsbezirk Oberpfalz. Nabokreise er mod nord Landkreis Bayreuth og Landkreis Neustadt an der Waldnaab, mod øst Landkreis Schwandorf, mod syd Landkreis Neumarkt in der Oberpfalz og mod vest Landkreis Nürnberger Land. Den kreisfreie by Amberg ligger inde i  Landkreis Amberg-Sulzbach.

## Geografi
Landkreisen  gennemløbes af floden Vils og dens bifloder. Vils har sit udsprin i den nordlige del af området. Den løber først en smule mod nord, derfra mod vest og derefter syd, før den nord for  Kallmünz nord forlader kreisens område og munder ud i floden Naab. Vils deler landkreisen i to næsten loge store dele. Kreisen har del af de såkaldte  Oberpfälzer Alb  og udløbere af Naabgebirge i den sydlige del af området. Nord for Amberg strækker der sig store afvekslende eng- og moselandskaber. 

## Byer og kommuner
Kreisen havde 103109  indbyggere pr.  2018-12-31

| Byer 1. Auerbach i.d.OPf. (8818) 2. Hirschau (5629) 3. Schnaittenbach (4203) 4. Sulzbach-Rosenberg (19414) 5. Vilseck (6093) Købstæder 1. Freihung (2518) 2. Hahnbach (4920) 3. Hohenburg (1557) 4. Kastl (2482) 5. Königstein (1706) 6. Rieden (2688) 7. Schmidmühlen (2358) Verwaltungsgemeinschafter 1. Hahnbach (Hahnbach og kommunen Gebenbach) 2. Illschwang (Gemeinden Birgland og Illschwang) 3. Königstein (Königstein og kommunen Hirschbach) 4. Neukirchen b.Sulzbach-Rosenberg kommunerne Etzelwang, Neukirchen b.Sulzbach-Rosenberg og Weigendorf) | Kommuner 1. Ammerthal (2091) 2. Birgland (1798) 3. Ebermannsdorf (2395) 4. Edelsfeld (1920) 5. Ensdorf (2176) 6. Etzelwang (1408) 7. Freudenberg (4175) 8. Gebenbach (900) 9. Hirschbach (1211) 10. Illschwang (1985) 11. Kümmersbruck (9867) 12. Neukirchen b.Sulzbach-Rosenberg (2483) 13. Poppenricht (3363) 14. Ursensollen (3718) 15. Weigendorf (1233) Kommunefrie områder (ubeboede områder i alt 22,35 km²) 1. Eichen (2,78 km² ) 2. Hirschwald (19,57 km²) |